# António Lima Pereira
António Lima Pereira (Póvoa de Varzim, 1952. február 1. – 2022. január 22.) Európa-bajnoki bronzérmes portugál labdarúgó, középhátvéd.

## Pályafutása

### Klubcsapatban
1971 és 1978 között a Varzim, 1978 és 1989 között az FC Porto, 1989 és 1991 között a Maia labdarúgója volt. A Porto csapatával négy portugál bajnoki címet és két kupagyőzelmet ért el. Tagja volt az 1983–84-es idényben KEK-döntős és az 1986–87-es idényben BEK-győztes együttesnek.

### A válogatottban
1981 és 1985 között 20 alkalommal szerepelt a portugál válogatottban. Részt vett az 1984-es franciaországi Európa-bajnokságon, ahol bronzérmes lett a csapattal.

## Sikerei, díjai
Portugália
- Európa-bajnokság
  - bronzérmes: 1984, Franciaország

 FC Porto
- Portugál bajnokság (Primeira Liga)
  - bajnok (4): 1978–79, 1984–85, 1985–86, 1987–88
- Portugál kupa (Taça de Portugal)
  - győztes (2): 1984, 1988
  - döntős (4): 1980, 1981, 1983, 1985
- Portugál szuperkupa (Supertaça Cândido de Oliveira)
  - győztes (4): 1981, 1983, 1984, 1986
  - döntős: (4): 1979, 1980, 1985, 1988
- Bajnokcsapatok Európa-kupája (BEK)
  - győztes: 1986–87
- Kupagyőztesek Európa-kupája (KEK)
  - döntős: 1983–84
- UEFA-szuperkupa
  - győztes: 1987
- Interkontinentális kupa
  - győztes: 1987